# 旧维耶勒
旧维耶勒（法語：Vieux-Viel，法語發音：[vjø vjɛl]）是法国伊勒-维莱讷省的一个市镇，属于圣马洛区。

## 地理
旧维耶勒（48°30'41"N, 1°32'41"W）面积8.77 平方千米，位于法国布列塔尼大區伊勒-维莱讷省，该省份为法国西北部沿海省份，位于布列塔尼半岛东部，北濒大西洋，西接阿摩尔滨海省和莫尔比昂省，南至大西洋卢瓦尔省，西南端接曼恩-卢瓦尔省，东临马耶讷省，东北与芒什省接壤。
与旧维耶勒接壤的市镇（或旧市镇、城区）包括：巴祖日拉佩鲁斯、普莱讷富热尔、苏热阿勒、特朗拉福雷、瓦勒库埃农。

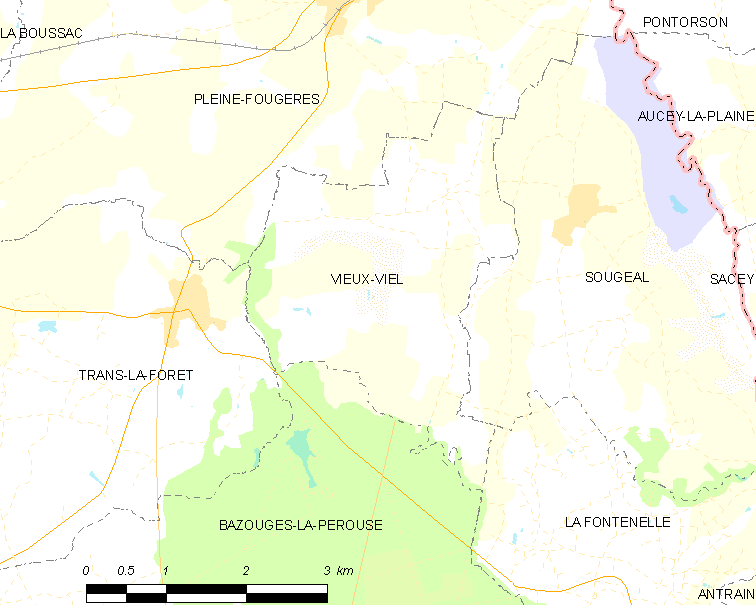
旧维耶勒的OSM定位图

旧维耶勒的时区为UTC+01:00、UTC+02:00（夏令时）。

## 行政
旧维耶勒的邮政编码为35610，INSEE市镇编码为35354。

## 政治
旧维耶勒所属的省级选区为布列塔尼地区多勒县。

## 人口

1962-2008年间旧维耶勒人口变化图示

旧维耶勒于2022年1月1日时的人口数量为328人。